# Srednje Selo (Cetingrad)
Srednje Selo is een plaats in de gemeente Cetingrad in de Kroatische provincie Karlovac. De plaats telt 30 inwoners (2001).